# Петар Убавкић
Петар Убавкић (Београд, 19. септембар 1850. или 12. април 1852 — Београд, 27. јун или 28. јун 1910) био је српски вајар и сликар. Убавкић је родоначелник српског вајарства. Урадио је преко 300 уметничких дела.

## Биографија
После четвртог разреда гимназије добија државну стипендију захваљујући којој 1866. године почиње да учи иконописање код италијанског путујућег уметника у Београду. Млади Убавкић је заиста био шегрт декоративног уметника Немца, Хајнриха Нокена, који по Београду украшава куће грађанских породица. Учење наставља у Панчеву, а марта 1873. године путује у Беч, где се опредељује за скулптуру. Због слабог здравља вратио се у Београд. Поново је добио државну стипендију и наставио студије 1874. године у Минхену (Kunstgewerbeschule), а наредне године на њиховој Академији. Студије прекида 1876. по избијању српско-турског рата, када је позван да се врати у земљу. По завршетку рата постављен је за привременог учитеља калуповања у београдској Реалци. Са новом стипендијом од краја1878. године продужава студије вајарства у Риму на Regio Istituto di Belle Arti S. Luca које завршава 1882. године.
У Риму је остао све до септембра 1889. године када се враћа за Београд где постаје учитељ II класе калуповања у Реалци, а затим и учитељ цртања и лепог писања у Вишој женској школи и на крају виши учитељ вештина у Трећој београдској гимназији. За члана Српског ученог друштва изабран је 30. јануара 1883. године његовим стапањем са САНУ постао је њен почасни члан 1892. године. Излагао је на великој међународној изложби у Паризу (1889. и 1900) заједно са Ђорђем Јовановићем и Урошем Предићем.
Сматра се зачетником академске скулпторске уметности у новијој српској историји. Урадио је велики број јавних споменика; фигура, биста и рељефа. Међу његовим делима најпознатији су попрсје Вука Караџића (1890), кнеза Милоша и Ђуре Даничића.
На црквени празник Илиндан 1896. године освећен је споменик песнику и сликару Ђури Јакшићу на београдском Калемегдану. Биста је била запажен Убавкићев рад. Већ је ту на шеталишту од 1893. године стојало још једно Убавкићево вајарско дело, споменик просветном добротвору Јовану Гавриловићу. Када се томе придода и споменик Ђури Даничићу из 1894. године, произилази да је на Калемегдану постојала мала галерија Убавкићевих вајарских радова. Године 1899. професор Убавкић је израдио алегоријску групу „Таковски устанак”, спремајући се за париску Светску изложбу.
Један је од оснивача Друштва српских уметника „Лада“. Друштво је основано 4. септембра 1904. уочи Прве југословенске уметничке изложбе у Београду, то је најстарије друштво уметника у Србији, а према неким проценама и у Европи. Оснивачи друштва, које је названо по словенској богињи пролећа, јесу Петар Убавкић, Урош Предић, Ђока Јовановић, Марко Мурат, Бета Вукановић, Риста Вукановић, Симеон Роксандић, а као оснивач се помиње и Надежда Петровић која је две године након оснивања иступила из овог удружења. Он је учествовао на Првој југословенској уметничкој изложби одржаној 1904. године у Београду, са својих 10 вајарских дела.
Маја 1910. године Убавкић је унапређен у вишег учитеља прве класе. Прешао је из друге, у прву класу. Он је тада „учитељ вештина” у Трећој београдској гимназији.
Сачувано је 30 од 80 његових скулптура.
Петар Убавкић је умро 28. јуна 1910. године у Београду, и сахрањен на Новом гробљу.
Изложбе његових скулптура су организоване у Галерији Матице српске 1972. и МСУ 1975.

## Изложбе
Самосталне
- Београд 1882, 1885

Групне
- Уметничка изложба, Рим 1885
- Светска изложба, Париз 1889, 1900
- Југословенска уметничка изложба, Београд 1904, Софија 1906, Загреб 1908
- Балканска изложба, Лондон 1907
- Изложбе „Ладе“, Београд 1909, 1924

## Галерија
- Александар Обреновић (1895)
- Бранислава Симић (1904).
- Плакете Карађорђе и Петар I Карађорђевић(1904).
- Спомен-биста Ђури Даничићу у Београду
- Споменик Милошу Обреновићу у Београду